# Anton Aloys Timpe
Anton Aloys Timpe (* 14. März 1882 in Bergedorf; † 14. September 1959 in Berlin-Lankwitz) war ein deutscher Mathematiker. Seine Forschungsgebiete waren mathematische Physik in Anwendung zum Beispiel auf die Elastizitätstheorie, dann Geometrie/Geodäsie und später Finanz- und Wirtschaftsmathematik.

## Leben und Werk
Timpe studierte an den Universitäten Göttingen und München Mathematik und Physik. Nach dem Staatsexamen 1904 in Göttingen promovierte er 1905 bei Felix Klein ebenfalls in Göttingen (Probleme der Spannungsverteilung in ebenen Systemen, einfach gelöst mit Hilfe der Airyschen Funktion) und war 1905/1906 dort sein Assistent. Aus dieser Zeit stammt sein Beitrag über Elastizitätstheorie in der Enzyklopädie der mathematischen Wissenschaften (mit Conrad Müller, Orazio Tedone). 1906/1907 war er Assistent an der TH Danzig und übersetzte den Klassiker Treatise on the mathematical theory of elasticity von A. E. H. Love ins Deutsche. 1909 habilitierte er sich an der Technischen Hochschule Aachen (Die Torsion von Umdrehungskörpern), 1910 wurde er zur Westfälischen Wilhelms-Universität in Münster umhabilitiert und erhielt einen Lehrauftrag ab 1911 für Geometrie/Geodäsie, ab 1916 mit Professor-Titel.
1918 erhielt Timpe einen Ruf auf eine ordentliche Professur für Mathematik/Geodäsie an die Landwirtschaftliche Hochschule Berlin, den er von 1919 bis 1927 wahrnahm. Das geodätische Institut der Landwirtschaftlichen Hochschule Berlin wurde 1927 von der Technischen Hochschule (TH) Berlin übernommen, wodurch Timpe einen Ruf auf einen dortigen Lehrstuhl für Mathematik und Wirtschaftsmathematik erhielt und sich damit überwiegend auf Finanz-, Wirtschafts- und Versicherungsmathematik verlegte. Laut den Vorlesungsverzeichnissen der TH hielt er das erste Jahrzehnt hindurch aber auch weiter Lehrveranstaltungen für Geodäten und unterrichtete dauerhaft Mathematik und Mechanik für Studierende der technischen Chemie, des Bergbaus und des Hüttenwesens, in einigen Jahren auch höhere Mathematik für Studierende aller Fakultäten.
Im letzten Kriegsjahr waren Aloys Timpe sowie Georg Hamel und Werner Schmeidler die einzig verbliebenen ordentlichen Professoren. Bei Neueröffnung der TH Berlin im April 1946 nahm nur Timpe seine alte Tätigkeit als ordentlicher Professor wieder auf (Hamel ausgebombt und verzogen, Schmeidler als ehemaliges NSDAP-Mitglied vor Neueröffnung entlassen). Im TU-Mitteilungsblatt vom 1. Oktober 1950 wird die Emeritierung von A. Timpe aufgeführt, im darauffolgenden Blatt wird der Lehrstuhlwechsel des ordentlichen Professors Ernst Mohr auf den durch Timpes Emeritierung freigewordenen Lehrstuhl für Mathematik und Wirtschaftsmathematik bekanntgegeben. Nach E. Knobloch wurde Timpe zum 1. Oktober 1950 jedoch nur von seinen Lehrverpflichtungen entbunden, erhielt erst am 3. März 1955 die Rechtsstellung eines ordentlichen emeritierten Professors und bot bis zu dieser Zeit Lehrveranstaltungen zur Wirtschaftsmathematik an. Eine solche nachträgliche Emeritierung Timpes ist in den Mitteilungsblättern der TU aber nicht auffindbar.
Aloys Timpe und seine Frau Maria hatten sieben Kinder, von denen drei im Zweiten Weltkrieg ums Leben kamen. Seit der Göttinger Studentenzeit war Timpe Mitglied des Unitas-Verbandes. Sein Grabmal befindet sich auf dem Waldfriedhof Berlin-Zehlendorf.

## Wirken in der Berliner Mathematischen Gesellschaft
Aloys Timpe war von 1937 bis 1939 Vorsitzender der Berliner Mathematischen Gesellschaft (BMG). Als solcher wurde auf ihn auch Druck ausgeübt, das Ausscheiden der nichtarischen Mitglieder zu beschleunigen, so dass er im Januar 1939 ein Rundschreiben verschickte, in dem er die reichsdeutschen Juden um Austrittsmitteilungen bat. Im Einzelfall war er um Schadensbegrenzung bemüht. Nach dem Krieg stellten 13 Mathematiker (unter ihnen auch Timpe) einen Antrag auf Wiederzulassung der BMG. Die BMG war ab 18. Juli 1950 zugelassen, Timpe gehörte zu den Gründern und war Teilnehmer der Satzungsbesprechung. Nach der Aufnahme des ehemaligen Nationalsozialisten Ludwig Bieberbach in die BMG trat Timpe 1953 aus der BMG aus. In einem Antwortschreiben würdigte der damalige Vorsitzende Wolfgang Haack Aloys Timpe als Senior der Mathematiker der TU.

## Schriften
- Probleme der Spannungsverteilung in ebenen Systemen, einfach gelöst mit Hilfe der Airyschen Funktion, Zeitschrift für Mathematik und Physik 52, 1905, S. 348–383 (Jahrbuch-Rezension)
- Die Torsion von Umdrehungskörpern, Mathematische Annalen 71, 1912, S. 480–509 (Jahrbuch-Rezension)
- Naturbetrachtung, Weltanschauung, Aschendorffsche Verlagsbuchhandlung, Münster 1927
- Einführung in die Finanz- und Wirtschaftsmathematik, Julius Springer, Berlin 1934 (Jahrbuch-Rezension); 2. Auflage Verlag für angewandte Wissenschaften, Wiesbaden 1953 (Zentralblatt-Rezension)
- Mathematik und Wirtschaftswissenschaften: Stoffübersicht, Jahresbericht der DMV 44, 1934, S. 1–4
- Grundschule der Höheren Mathematik (2 Bände), W. Kohlhammer, Stuttgart 1944/1946; 2. Auflage Industrie-Verlag Carl Haenchen, Eichwalde bei Berlin 1949 (Zentralblatt-Rezension)